# Eccliseogyra nitida
Eccliseogyra nitida is een slakkensoort uit de familie van de Epitoniidae. De wetenschappelijke naam van de soort is voor het eerst geldig gepubliceerd in 1885 door Verrill & Smith in Verrill.